# ماري أوليفر
ماري أوليفر (بالإنجليزية: Mary Oliver)‏‏ (10 سبتمبر 1935 في ميبل هايتس، أوهايو - 17 يناير 2019 ) شاعرة، وكاتِبة، وروائية من الولايات المتحدة.

## الجوائز
- زمالة غوغنهايم
- جائزة بوليتزر عن فئة الشعر[27]
- جائزة الكتاب الوطني  [لغات أخرى]‏[28]
- PEN New England Award [الإنجليزية]‏
- جائزة الكتاب الوطني للشعر [الإنجليزية]‏[29]
- جائزة شيلي التذكارية [الإنجليزية]‏